# Conorhynchos conirostris
Conorhynchos conirostris är en fiskart i ordningen malartade fiskar som först beskrevs av Valenciennes, 1840.  Conorhynchos conirostris är ensam i släktet Conorhynchos. Inga underarter finns listade i Catalogue of Life.